# STX17
STX17 (англ. Syntaxin 17) – білок, який кодується однойменним геном, розташованим у людей на короткому плечі 9-ї хромосоми. Довжина поліпептидного ланцюга білка становить 302 амінокислот, а молекулярна маса — 33 403.
| 10         |  | 20         |  | 30         |  | 40         |  | 50         |
| ---------- |  | ---------- |  | ---------- |  | ---------- |  | ---------- |
| MSEDEEKVKL |  | RRLEPAIQKF |  | IKIVIPTDLE |  | RLRKHQINIE |  | KYQRCRIWDK |
| LHEEHINAGR |  | TVQQLRSNIR |  | EIEKLCLKVR |  | KDDLVLLKRM |  | IDPVKEEASA |
| ATAEFLQLHL |  | ESVEELKKQF |  | NDEETLLQPP |  | LTRSMTVGGA |  | FHTTEAEASS |
| QSLTQIYALP |  | EIPQDQNAAE |  | SWETLEADLI |  | ELSQLVTDFS |  | LLVNSQQEKI |
| DSIADHVNSA |  | AVNVEEGTKN |  | LGKAAKYKLA |  | ALPVAGALIG |  | GMVGGPIGLL |
| AGFKVAGIAA |  | ALGGGVLGFT |  | GGKLIQRKKQ |  | KMMEKLTSSC |  | PDLPSQTDKK |
| CS         |  |            |  |            |  |            |  |            |

A: Аланін

C: Цистеїн

D: Аспарагінова кислота

E: Глутамінова кислота

F: Фенілаланін

G: Гліцин

H: Гістидин

I: Ізолейцин

K: Лізин

L: Лейцин

M: Метіонін

N: Аспарагін

P: Пролін

Q: Глутамін

R: Аргінін

S: Серин

T: Треонін

V: Валін

W: Триптофан

Кодований геном білок за функцією належить до фосфопротеїнів. 
Задіяний у таких біологічних процесах, як транспорт, автофагія, транспорт між ендоплазматичним ретикулумом і апаратом Гольджі, ацетилювання. 
Локалізований у цитоплазмі, мембрані, ендоплазматичному ретикулумі, цитоплазматичних везикулах.